# جرج هولیوک
جرج جیکوب هالی‌اوک (به انگلیسی: George Jacob Holyoake) سکولاریست انگلیسی (زادهٔ ۱۳ آوریل ۱۸۱۷ - درگذشتهٔ ۲۲ ژانویه ۱۹۰۶) در بیرمنگام انگلستان زاده شد. وی برای نخستین بار واژه سکولاریسم را در سال ۱۸۴۶ معرفی کرد. این واژه در زبان لاتین به معنای «این جهانی دنیوی» و متضاد با «دین» یا «روحانی» است.

## اوونیسم
هولیوک در مخالفت با سیاست رسمی اوونیسم مبنی بر اینکه اساتید باید سوگندهای مذهبی بخورند، به چارلز ساوتول پیوست تا آنها را قادر کند که روزهای یکشنبه مجموعه‌ها را برگزار کنند. ساوتول یک سازمان ملحد به نام «اوراکل علت» تأسیس کرده بود و خیلی زود به همین دلیل زندانی شد. هولیوک به دلیل اینکه در نتیجه تجربیات خود به موضعی ملحد منتقل شد، مسئولیت سردبیری را بر عهده گرفت.
هولیوک تحت تأثیر فیلسوف علوم فرانسوی اگوست کنت که مشهور در رشته جامعه‌شناسی و مشهور به آموزه اثبات‌گرایی بود، بود. خود کومت تلاش کرده بود تا «دین بشریت» سکولار را تأسیس کند تا عملکرد منسجم دین سنتی را انجام دهد. هولیوک از آشنایان هریت مارتینو مترجم انگلیسی آثار مختلف کمت و شاید اولین زن جامعه‌شناس بود. او با شور و هیجان در مرور کتاب داروین دربارهٔ منشأ گونه‌ها در سال ۱۸۵۹ برای او نامه نوشت.

## سکولاریسم
با این وجود هولیوک شش ماه در زندان سپری نمود و سردبیری اوراکل به دست فرد دیگری سپرده شد. پس از بسته شدن اوراکل در پایان سال ۱۸۴۳، هولیوک مقاله معتدل‌تری را به نام جنبش تأسیس کرد که تا ۱۸۴۵ دوام آورد. هولیوک همچنین استدلال‌گری را تأسیس کرد، جایی که مفهوم سکولاریسم را توسعه داد و در اوت ۱۸۷۶ سکولار ریویو را تأسیس کرد. وی آخرین شخصی بود که برای انتشار روزنامه‌ای بدون مهره متهم شد، اما با پرداخت مالیات، از پیگرد قضایی رها گردید.